# Lonnie Thompson
Lonnie Thompson (né le 1er juillet 1948 à Huntington, Virginie-Occidentale, États-Unis) est un paléoclimatologue américain, professeur à l'École des sciences de la terre à l'université d'État de l'Ohio. Il a obtenu une reconnaissance mondiale dans son domaine pour le forage de carottes de glace dans des glaciers de montagne et des calottes glaciaires des régions tropicales et subtropicales à travers le monde.

## Biographie
Lonnie Thompson grandit à Gassaway en Virginie, dans une famille pauvre. Très jeune, il éprouva une passion pour la météorologie, et au collège, il construisit sa station météo dans la grange de la maison. Régulièrement, il proposa des prévisions qui s'avérèrent plus précises que la météo officielle locale.
Il commença ses études supérieures à l'université Marshall, à Huntington, en y effectuant un cycle de physique pendant trois ans.

## Honneurs
Il a obtenu la médaille nationale des sciences, le Dr A.H. Heineken Prize de l'Académie royale néerlandaise des arts et des sciences, le Tyler Prize for Environmental Achievement de l'université de Californie du Sud et le prix Dan-David (partagé avec Geoffrey Eglinton).